# Arcangelo Corelli
Œuvres principales
- Concerti grossi, opus 6 incluant le fameux Concerto pour la nuit de Noël

Arcangelo Corelli, né le 17 février 1653 à Fusignano et mort le 8 janvier 1713 à Rome, est un violoniste, chef d'orchestre et compositeur italien.
Auteur d’un œuvre somme toute modeste et bien que n’ayant cultivé que trois genres instrumentaux – sonate, sonate en trio et concerto – Corelli est néanmoins considéré comme l'un des compositeurs majeurs de la période baroque. Il exerça une influence durant sa vie, mais également longtemps après, grâce à l'édition de ses opus chez de nombreux éditeurs à travers toute l'Europe.

## Biographie
Né à Fusignano près de Ravenne, Arcangelo Corelli est le cinquième enfant d'une famille prospère de propriétaires terriens. Il reçoit le même prénom que son père, lequel est mort 5 semaines avant sa naissance. Le petit Arcangelo est ainsi élevé par sa mère Santa (née Ruffini ou Raffini) aux côtés de ses quatre frères et sœurs.
Il reçoit probablement ses premières leçons d'un professeur local, avant de partir en 1666 à Bologne, ville qui est à l'époque un centre majeur de la culture musicale, avec une école florissante de violonistes. Il y apprend le violon auprès de deux célèbres violonistes Leonardo Brugnoli et Giovanni Benvenuti, eux-mêmes élèves d'Ercole Gaibara. En 1671, il se rend à Rome et devient violoniste de l'église Saint-Louis-des-Français. Il y subit notamment l'influence d'Alessandro Stradella (autre élève de Gaibara), lequel fut créateur de la formation en concerto grosso, dont Corelli contribue au développement. Il fait partie des musiciens qui participent à la première présentation publique de l'oratorio le plus connu de Stradella, San Giovanni Battista, en 1675, en l'église San Giovanni Battista dei Fiorentini, à Rome.
Il pourrait avoir voyagé en Europe – en France, en Espagne, en Allemagne, mais aucun document ne le prouve véritablement – avant de s'installer définitivement à Rome où il passa presque tout le reste de sa vie, ne quittant la Ville Éternelle que pour un court voyage à Naples.

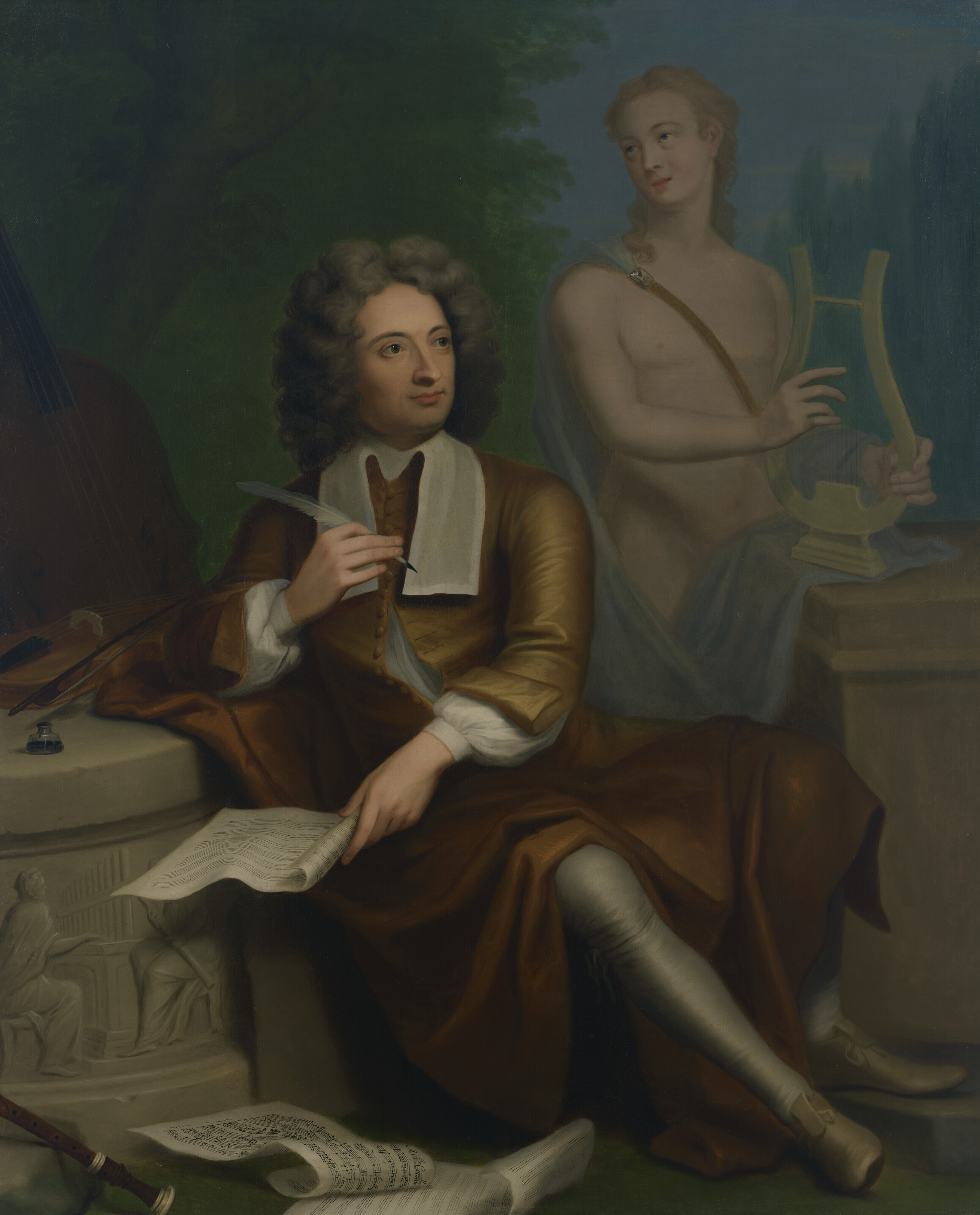
Hugh Howard, Arcangelo Corelli et la Muse de la musique.

À Rome, où sa présence est attestée dès 1675, il parvient à se placer sous la protection de puissants mécènes — la reine Christine de Suède (à qui il dédie l'opus I de 1681), les cardinaux Benedetto Pamphilj et Pietro Ottoboni, neveu du pape régnant —, ce qui lui permet de mener une vie sans soucis financiers et de soigner particulièrement une œuvre assez réduite en nombre de pièces, mais de très grande qualité, entièrement destinée au violon et à l'orchestre à cordes. Le 6 janvier 1679, il joua lors de l'inauguration du Teatro Capranica dans Dove è amore è pietà de Pasquini. Le 9 juillet 1687, le cardinal Pamphilj l'engagea comme maître de musique ; il rejoint de la sorte d'autres musiciens : Matteo Fornari (avec qui il avait déjà joué) et le violoncelliste espagnol G.B. Lulier surnommé « Giovannino del violone ».
Il quitte la vie publique vers 1708. Il jouit alors d'une solide aisance financière, réunit une riche collection de tableaux de maîtres et semble avoir été généreux envers ses proches.
Il meurt à Rome le 8 janvier 1713 et est enterré au Panthéon.

## Influence
Sa renommée en tant que violoniste et chef d'orchestre — il lui arriva de diriger plus de 150 musiciens (février 1687) — était très grande et plus encore, peut-être, que celle de compositeur dont la publication des œuvres était pourtant attendue avec impatience dans toute l'Europe. Son opus 1 connaît au moins 39 éditions de 1681 jusqu'à 1790 (sans compter les pastiches, les arrangements et les sélections), succès éditorial inconnu avant Joseph Haydn. Quant à son œuvre la plus connue, l'opus 5, elle ne connaît pas moins de 42 éditions avant 1800. Geminiani a arrangé les opus 3 et 5 sous forme de concerto grossi, et l'opus 6 était joué pendant tout le XIXe siècle en Angleterre. Veracini laisse Dissertazioni sopra l'opera quinta del Corelli et Tartini écrit L’arte dell’arco. Plus tard, Serge Rachmaninoff utilise le thème de la Folia (opus 5 no 12) et Michael Tippett lui rend hommage.
Corelli a été en contact avec de nombreux collègues musiciens, dont Bernardo Pasquini et Alessandro Scarlatti. Georg Muffat et Georg Friedrich Haendel ont tenu à le rencontrer lors de leur voyage respectif en Italie : le premier dans les années 1690 ; le second produisant Il trionfo del tempo e del disinganno en mai 1707 et La Resurrezione que dirige Corelli les 9 et 10 avril 1708. Il fit partie de plusieurs sociétés savantes : l'Académie de Bologne, la Congrégation des virtuoses de Sainte-Cécile, l'Académie d'Arcadie (avec Pasquini et Scarlatti), où il prit le pseudonyme d'« Arcomelo Erimanteo ».
Son influence a été très grande, à la fois dans la diffusion de formes nouvelles — sonate et concerto grosso — et dans la technique du violon. Ce rayonnement s'est exercé largement au-delà des frontières italiennes. Par exemple, Jean-Sébastien Bach et François Couperin l'admiraient beaucoup. Le premier lui a emprunté un thème de sa Sonate op. 3 no 4 pour sa Fugue d'orgue en si mineur (BWV 579). Le second en faisait, pour la musique italienne, le pendant de ce qu'était Lully pour la musique française : il lui dédia « Le Parnasse, ou L’apothéose de Corelli » et s'efforça d'imiter son style dans les sonates dites « des goûts réunis ». Dandrieu laisse une pièce de son second livre de clavecin (1727) intitulée « La Corelli ».
Corelli eut par ailleurs de nombreux disciples violonistes et compositeurs qui essaimèrent dans différents pays : Francesco Geminiani, Giovanni Battista Somis, Pietro Locatelli, Giovanni Stefano Carbonelli, Francesco Gasparini, entre autres. On considère généralement que Corelli est l'initiateur de la technique moderne du violon, bien qu'il ne fût pas tenté par la virtuosité pure. Il est tout à fait représentatif du style baroque italien, caractérisé par l'emploi d'une ornementation riche — qui sera reprise plus tard par Jean-Sébastien Bach —, d'un continuo composé de plusieurs instrumentistes — clavecin, violoncelle, théorbe, guitare baroque — comme l'attestent plusieurs peintures contemporaines, et d'un contraste dynamique et rythmique important séparant chaque mouvement — comme en a témoigné Georg Muffat dans ses écrits.

## Œuvres
Arcangelo Corelli laisse environ 82 œuvres. Ce qui a été publié de son vivant est relativement restreint : cinq numéros d'opus ; auxquels il faut ajouter l'opus 6, qu'il ne put terminer (bien que joué dès 1682), et qui fut publié à titre posthume. Ces recueils contiennent chacun douze morceaux.
Les sonates adoptent la forme de la sonate d'église (sonata da chiesa) ou de la sonate de chambre (sonata da camera), et incluent, à côté de mouvements notés à l'italienne, par leur tempo (largo, vivace, allegro, etc.), des mouvements hérités de la suite de danses.

### Opus
- Opus 1 : 12 sonates d'église (da chiesa) en trio (Rome, 1681)[3]

1. en fa majeur : Grave, Allegro, Adagio et Allegro
2. en mi mineur : Grave, Vivace, Adagio et Allegro
3. en la majeur : Grave, Allegro, Adagio et Allegro
4. en la mineur : Vivace, Adagio, Allegro et Presto
5. en si-bémol majeur : Grave, Allegro, Adagio, Allegro et Allegro
6. en si mineur : Grave, Largo, Adagio et Allegro
7. en do majeur : Allegro, Grave et Allegro
8. en do mineur : Grave, Allegro, Largo et Vivace
9. en sol majeur : Allegro, Adagio-Allegro, Adagio et Allegro-Adagio
10. en sol mineur : Grave, Allegro, Allegro, Adagio et Allegro
11. en ré mineur : Grave, Allegro, Adagio et Allegro
12. en ré majeur : Grave, Largo e puntato, Grave et Allegro

- Opus 2 : 12 sonates de chambre (da camera) en trio (Rome, 1685)[4]

1. en ré majeur (4 mouvements : Prélude, Allemande (Largo), Courante (Allegro) et Gavotte (Allegro)
2. en ré mineur (3 mouvements : Allemande (Adagio), Courante (Allegro) et Gigue (Allegro)
3. en do majeur (4 mouvements : Prélude (Largo), Allemande (Allegro), Adagio et Allemande (Presto)
4. en mi mineur (4 mouvements : Prélude (Adagio), Allemande (Presto), Grave (Adagio) et Gigue (Allegro)
5. en si-bémol majeur (4 mouvements : Prélude (Adagio), Allemande (Allegro), Sarabande (Adagio) et Gavotte (Allegro)
6. en sol mineur (3 mouvements : Allemande (Largo), Courante (Allegro) et Gigue (Allegro)
7. en fa majeur (4 mouvements : Prélude (Adagio), Allemande (Allegro), Courante (Allegro) et Gigue (Allegro)
8. en si mineur (4 mouvements : Prélude (Adagio), Allemande (Largo), Sarabande (Adagio) et Gavotte (Allegro)
9. en fa-dièse mineur (3 mouvements : Allemande (Largo), Sarabande (Largo) et Gigue (Allegro)
10. en mi majeur (4 mouvements : Prélude (Adagio), Allemande (Allegro), Sarabande (Largo) et Courante (Allegro)
11. en mi-bémol majeur : Prélude (Adagio), Allemande (Presto) et Gigue (Allegro)
12. en sol majeur : Ciacona (Largo-Allegro)

- Opus 3 : 12 sonates d'église (da chiesa) en trio (Rome, 1689)[5]

1. en fa majeur : Grave, Allegro, Vivace et Allegro
2. en ré majeur : Grave, Allegro, Adagio et Allegro
3. en si-bémol majeur : Grave, Vivace, Largo et Allegro
4. en si mineur : Largo, Vivace, Adagio et Presto
5. en ré mineur : Grave, Allegro, Largo et Allegro
6. en sol majeur : Vivace, Grave, Allegro et Allegro
7. en mi mineur : Grave, Allegro, Adagio et Allegro
8. en do majeur : Largo, Allegro, Largo et Allegro
9. en fa mineur : Grave, Vivace, Largo et Allegro
10. en la mineur : Vivace, Allegro, Adagio et Allegro
11. en sol mineur : Grave, Presto, Adagio et Allegro
12. en la majeur : Grave, Vivace, Allegro, Allegro et Allegro

- Opus 4 : 12 sonates de chambre (da camera) en trio (Rome, 1694)[6]

1. en do majeur : Prélude (Largo), Courante (Allegro), Adagio et Allemande (Presto))
2. en sol mineur : Prélude (Grave), Allemande (Allegro), Grave et Courante (Vivace))
3. en la majeur : Prélude (Largo), Courante (Allegro), Sarabande (Largo) et Gavotte (Allegro))
4. en ré majeur : Prélude (Grave), Courante (Allegro), Adagio et Gigue (Allegro))
5. en la mineur : Prélude (Adagio), Allemande (Allegro), Courante (Vivace) et Gavotte (Allegro))
6. en mi majeur : Prélude (Adagio), Adagio, Allegro-Adagio, Allemande (Allegro) et Gigue (Allegro))
7. en fa majeur : Prélude (Largo), Courante (Allegro-Grave), Sarabande (Vivace) et Gigue (Allegro))
8. en ré mineur : Prélude (Grave), Allemande (Allegro) et Sarabande (Allegro)
9. en si-bémol majeur : Prélude (Largo), Courante (Allegro), Grave et Gavotte (Allegro))
10. en sol majeur : Prélude (Adagio-Allegro), Grave et Gavotte (Presto))
11. en do mineur : Prélude (Largo), Courante (Allegro) et Allemande (Allegro))
12. en si mineur : Prélude (Largo), Allemande (Presto) et Gigue (Allegro)

- Opus 5 : 12 sonates pour violon solo et continuo — nos 1-6 da chiesa et nos 7-12 da camera ; la douzième sonate exploite le thème de « La Folia » (Rome, 1700)[7]

1. en ré majeur : Grave-Allegro-Adagio-Grave-Allegro-Adagio, Allegro, Allegro, Adagio et Allegro
2. en si-bémol majeur : Grave, Allegro, Vivace, Adagio et Vivace
3. en do majeur : Adagio, Allegro, Adagio, Allegro et Allegro
4. en fa majeur : Adagio, Allegro, Vivace, Adagio et Allegro
5. en sol mineur : Adagio, Vivace, Adagio, Vivace et Gigue (Allegro)
6. en la majeur : Grave, Allegro, Allegro, Adagio et Allegro
7. en ré mineur : Prélude (Vivace), Courante (Allegro), Sarabande (Largo) et Gigue (Allegro)
8. en mi mineur : Prélude (Largo), Allemande (Allegro), Sarabande (Largo) et Gigue (Allegro)
9. en la majeur : Prélude (Largo), Gigue (Allegro), Adagio et Gavotte (Allegro)
10. en fa majeur : Prélude (Adagio), Allemande (Allegro), Sarabande (Largo), Gavotte (Allegro) et Gigue (Allegro)
11. en mi majeur : Prélude (Adagio), Allegro, Adagio, Vivace et Gavotte (Allegro)
12. en ré mineur « La Folia »

- Opus 6 : 12 concertos grossos : publié à titre posthume (Amsterdam, 1714), l'œuvre la plus connue est le célèbre « concerto pour la Nuit de Noël »[8]

### Œuvres sans numéro d'opus
- Sinfonia en ré mineur, WoO 1 (1699) : Grave, Allegro, Adagio, Largo assai et Vivace
- Sonate pour quatuor en sol mineur, WoO 2 : Adagio-Andante largo, Allegro, Grave, Presto et Vivace
- Sonate pour quatuor pour trompette en ré majeur, WoO 4 : Adagio, Allegro, Grave, Spirituoso et Allegro
- Sonate pour trio en la majeur, WoO 5 : Grave, Allegro, Adagio et Allegro
- Sonate pour trio en ré majeur, WoO 6 : Adagio, Allegro et Vivace
- Sonate pour trio en ré majeur, WoO 7 : Largo, Allegro, Grave et Allegro
- Sonate pour trio en ré majeur, WoO 8 : Adagio, Allegro, Grave et Vivace
- Sonate pour trio en sol mineur, WoO 9 : Largo, Allegro, Largo et Allegro
- Sonate pour trio en sol mineur, WoO 10 : Adagio, Allegro et Adagio-Vivace

## Discographie

### Disques monographiques
- L'œuvre intégrale, Rémy Baudet (violon) et Musica Amphion sous la direction de Pieter-Jan Belder, chez Brilliant Classics
- Intégrale des sonates opus 3 et des sonates sans numéro d'opus, Enrico Gatti avec Odile Edouard, chez Arcana
- Intégrale des sonates de chambre opus 2 et 4, Enrico Gatti, chez Tactus
- Arcangelo Corelli opus 3 et 4, Ensemble Stravaganza, chez Aparté
- Intégrale des sonates opus 5, Enrico Gatti, chez Arcana
- Intégrale des concerti grossi opus 6, Chiara Banchini et l'ensemble 415, chez Harmonia Mundi
- Intégrale des concerti grossi opus 6, Fabio Biondi et l'ensemble Europa Galante, chez Opus 111
- Intégrale des concerti grossi opus 6, I Musici, chez Philips (rééd. Philips Classics)

### Divers
- Corelli & co, Daniel Cuiller et Ensemble Stradivaria, chez Cyprès
- Corelli & his legacy, Riccardo Minasi et Musica Antiqua Roma, chez Passacaille
- Corelli & Friends « In Rome », Jonathan Guyonnet et Stefano Molardi, chez Divox

## Dans la culture populaire
- Dans le film Les Tontons flingueurs de Georges Lautner (1963), la sonate présentée dans le film comme étant de Corelli est l'œuvre de Michel Magne[9].
- Dans la série de romans de Patrick O'Brian Les Aubreyades, les deux personnages principaux, l'un violoniste et l'autre violoncelliste, jouent régulièrement ensemble un morceau de Corelli en do majeur, sans toutefois indiquer plus spécifiquement lequel. La bande originale du film Master and Commander : De l'autre côté du monde, qui s'inspire des ouvrages, inclut l'adagio du « concerto pour la Nuit de Noël » que les personnages interprètent.